# Oligotomidae
Oligotomidae zijn een familie van webspinners (Embioptera).

## Taxonomie
- Geslacht Aposthonia
- Geslacht Haploembia
- Geslacht Oligotoma